# سیارک ۳۷۰۴۴
سیارک ۳۷۰۴۴ (به انگلیسی: 37044 Papymarcel، نامگذاری:2000UE29) سی و هفت هزار و چهل و چهارمین سیارک کشف شده‌است که در ۲۷ اکتبر ۲۰۰۰ کشف شد.